# Журебеков, Мурат Утемисович
Мурат Утемисович Журебеков (каз. Мұрат Өтемісұлы Жүребеков; род. 27 июня 1978, Актюбинск, Казахская ССР) — казахстанский государственный деятель, аким города Актобе (с 4 января по 26 июня 2023 года).

## Биография
Родился 27 июня 1978 года в городе Актюбинске.

### Образование
- Актюбинский государственный университет имени К. Жубанова (1999);
- Казахстанский институт менеджмента, экономики и прогнозирования (КИМЭП) (2001, специальность «магистр делового администрирования (МВА)»;
- Университет Стратклайда (г. Глазго, Шотландия) (2003, специальность «магистр экономики и управления»);
- Гарвардская школа бизнеса (Бостон, США) (2013, специальность «Программа для Руководящих работников»)
- Казахстанско-Британский технический университет (2019, специальность «магистр нефтегазового дела»)[2].

### Трудовая деятельность
Трудовую деятельность начал в 2001 году ведущим, затем главным специалистом ЗАО «КазТрансГаз».
В 2002—2004 гг. — менеджер департамента экономики и бюджетного планирования, ЗАО «Интергаз Центральная Азия».
В 2004—2005 гг. — специалист Полномочного органа «Аджип ККО» (г. Лондон).
В 2005—2010 гг. — заместитель директора департамента, главный менеджер Северо-Каспийского проекта по экономике АО НК «КазМунайГаз».
В 2010—2012 гг. — директор департамента по мониторингу контрактов и маркетингу ТОО «PSA».
В 2012—2015 гг. — управляющий директор по развитию бизнеса и местного содержания ТОО «PSA».
В 2015—2017 гг. — управляющий директор по экономике, финансам, аудиту и бюджету ТОО «PSA».
В 2017—2019 гг. — генеральный директор ТОО «PSA» (Полномочный орган Правительства Республики Казахстан в нефтегазовых проектах по СРП).
С июля по декабрь 2019 года — вице-министр энергетики Республики Казахстан.
В 2019—2023 гг. — первый вице-министр энергетики Республики Казахстан.
С 4 января по 6 июня 2023 года — аким города Актобе.
С июня по сентябрь 2023 года — советник премьер-министра Республики Казахстан.

## Семья
Женат, воспитывает пятерых детей.